# 八ッ場バイパス

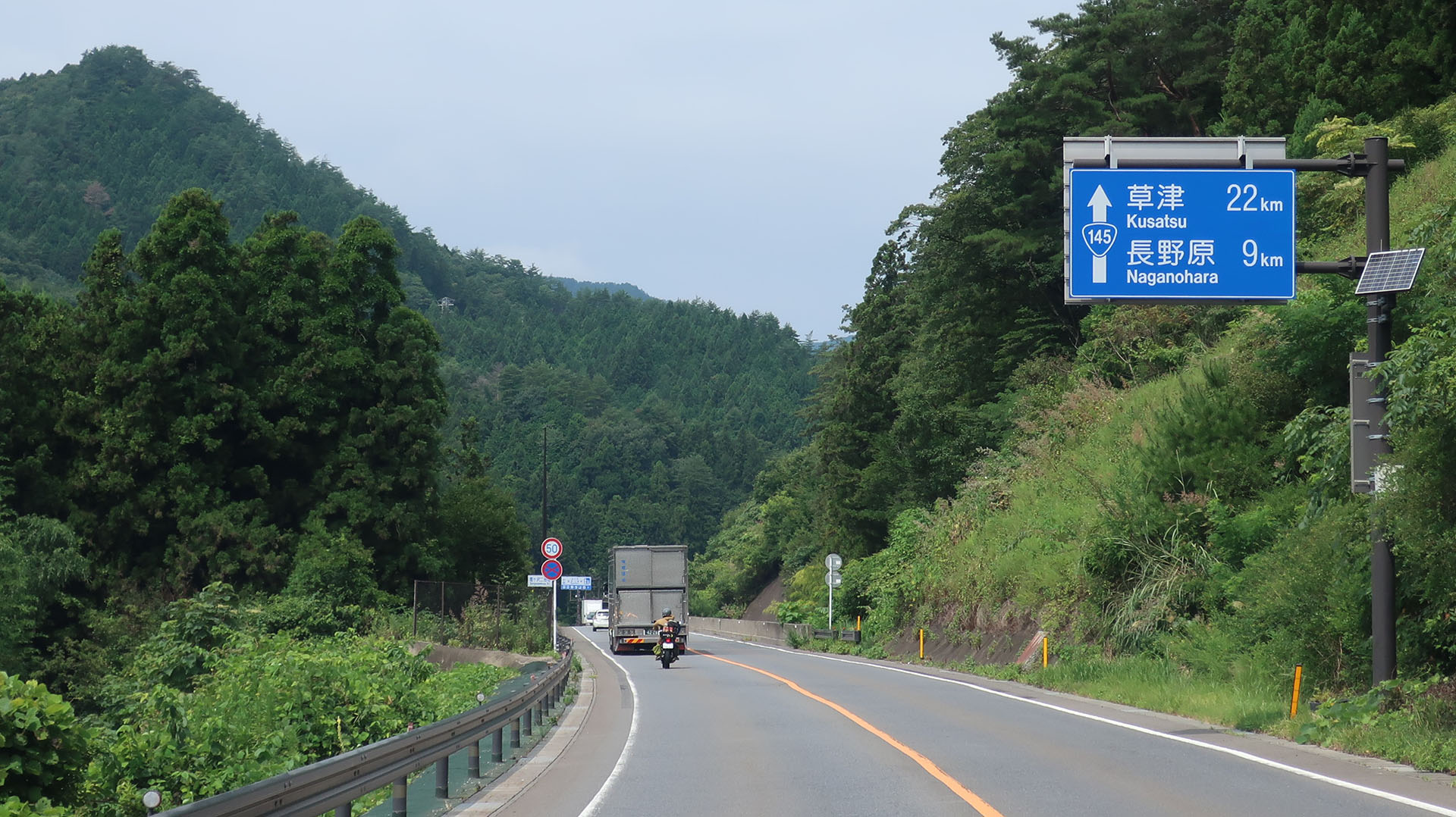
八ッ場バイパス
吾妻郡東吾妻町大字松谷

八ッ場バイパス（やんばバイパス）は、群馬県吾妻郡長野原町長野原から吾妻郡東吾妻町松谷に至る延長10.8キロメートル (km) の国道145号のバイパスである。

## 概要
この区間の旧道は吾妻川の渓谷に沿って走行するため幅員狭小・線形不良であり、加えて八ッ場ダム建設に伴い大部分が水没することから、これを迂回・解消する事を目的とした付け替え道路である。またこのバイパスは、群馬県渋川市と長野県東御市とを結ぶ上信自動車道の一部として、地域高規格道路に指定されている。

### 路線データ
- 起点 : 群馬県吾妻郡長野原町長野原
- 終点 : 群馬県吾妻郡東吾妻町松谷
- 延長 : 10.8 km
- 規格 : 第3種第1級
- 道路幅員 : 25.0 m
- 車線数 : 4車線（暫定2車線）
- 車線幅員 : 3.5 m
- 設計速度 : 80 km/h

## 通過市町村
- 群馬県
  - 吾妻郡長野原町 - 吾妻郡東吾妻町

## 沿革
- 2010年（平成22年）12月19日 : 東吾妻町松谷（雁ヶ沢ランプ） - 長野原町長野原（約9.4 km）が暫定2車線で部分開通。
- 2011年（平成23年）12月20日 : 東吾妻町松谷地内（雁ヶ沢ランプ以東1.4 km）が暫定2車線で開通し、全線開通[1]。
- 2014年（平成26年）11月18日 : 平行する旧道の一部が供用廃止となったため、こちらが現道となる（廃止した区間は当面の間、八ッ場ダム工事専用道路として流用）。
- 2019年（令和元年）10月1日 - 長野原町を通過する旧道の一部区間（長野原町長野原 - 長野原町林）が国道指定を解除[2]。
- 2020年（令和2年）7月31日 - 長野原町を通過する旧道の一部区間（長野原町大津 - 長野原町長野原）が国道145号の指定を解除、国道406号単独に[3]。

## 主な道路施設

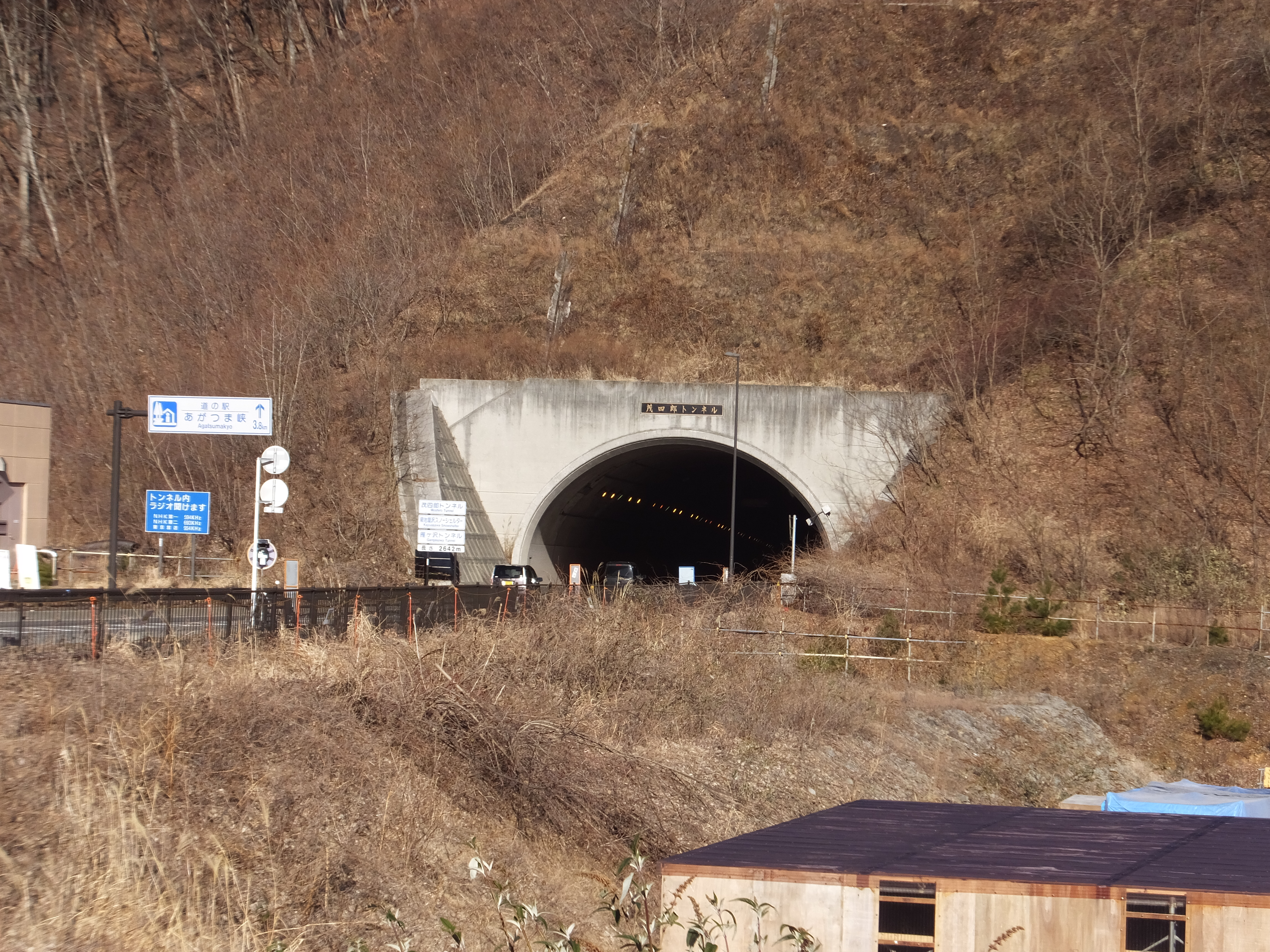
茂四郎トンネル

### 道の駅
- 道の駅八ッ場ふるさと館

### トンネル・橋
- 雁ヶ沢トンネル（全長815 m）
- 茂四郎トンネル（全長1,760 m）
- 久森トンネル（全長230 m）
- 丸岩大橋
- 長野原めがね橋

## 接続する道路

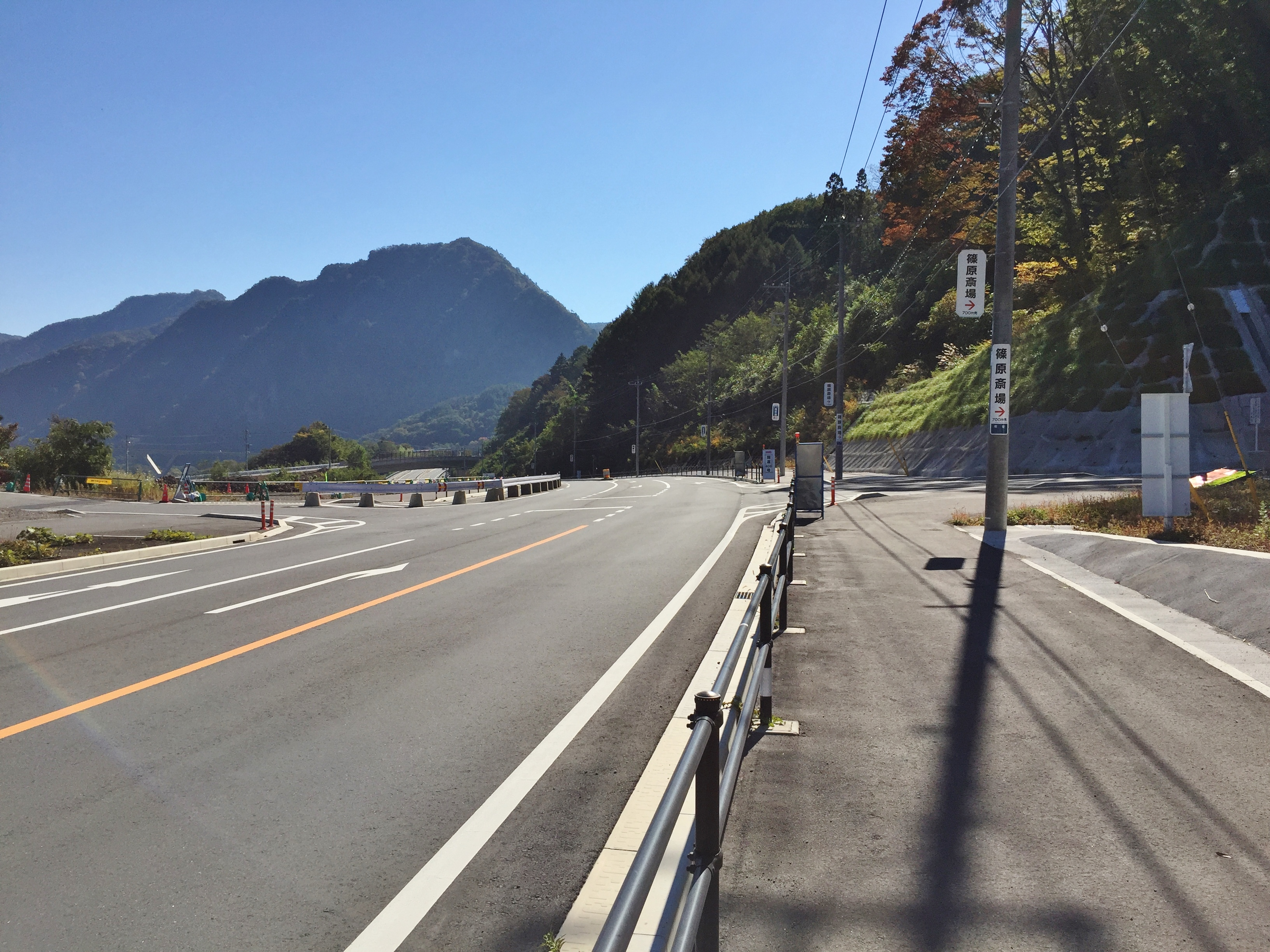
長野原町横壁（2015年10月）国道406号との交差地点である。
↑↓方向が国道145号現道・八ッ場バイパス（↑沼田方面、↓羽根尾方面）、←→方向が国道406号である。

- 国道145号長野原バイパス・国道406号・群馬県道378号長野原草津口停車場線（長野原・久々戸交差点）
- 国道406号（長野原町横壁）
- 群馬県道375号林岩下線・群馬県道376号林長野原線（長野原町林・林交差点）
- 群馬県道377号川原畑大戸線（長野原町川原畑）
- 国道145号旧道（東吾妻町松谷・吾妻渓谷入口交差点）